# 沃特 (明尼蘇達州莫里森縣)
沃特（英語：Vawter）是位於美國明尼蘇達州莫里森縣貝爾維尤鎮區及利特爾福爾斯鎮區的一個非建制地區。

## 歷史
沃特於1908年設立。沃特的郵局於1922年成立，其後於1940年停運。

## 地理
沃特所處的海拔為高於海平面337米（即1106英呎），而該地所採用的時區為UTC-6，即北美中部時區（CST）。同時該地設有夏令時間，為UTC-6調快一小時，即UTC-5（CDT）。